# Дугинка I
Дугинка I — деревня в Михайловском районе Рязанской области России. Входит в состав Трепольского сельского поселения.

## География
Деревня располагается на ручье Дугинка, название которого происходит от слова дуга.
Населённый пункт был назван по имени реки.

## История
Упоминается в 1594/1597 как сельцо Моржевского стана.
В связи с переселением части жителей на близлежащие земли невдалеке возникли населённые пункты Дугинка 2 и Дугинка 3.
Переселенцами из д. Дугинка в конце XVIII-нач. XIX вв. были образованы Камаревка, Тимофеевка, Кукуй, Петровские Выселки.
В селе было 6 помещиков, в том числе Дрелихов, Хрущёв, Кривецкий.
До 1924 года деревня входила в состав Трепольской волости (Митякинской волости) Михайловского уезда Рязанской губернии.

## Население
| 2007 | 2010 |
| ---- | ---- |
| 3    | ↘2   |